# Tiziana Merletti
Tiziana Merletti SFP (* 30. September 1959 in Pineto) ist eine italienische Ordensschwester und Kurienbeamtin.

## Leben
Tiziana Merletti erwarb 1984 einen Abschluss in Rechtswissenschaft an der Universität Chieti-Pescara und trat anschließend der Ordensgemeinschaft der Armen-Schwestern vom heiligen Franziskus bei. 1986 legte sie die erste Profess ab. Nach weiteren Studien wurde sie 1992 an der Lateranuniversität im Fach Kanonisches Recht promoviert. Von 2004 bis 2013 war sie Generaloberin ihrer Ordensgemeinschaft. Sie lehrt an der Fakultät für Kanonisches Recht der Päpstlichen Universität Antonianum und ist kanonistische Mitarbeiterin der internationalen Vereinigung der Generaloberen.
Papst Leo XIV. ernannte sie am 22. Mai 2025 zur Sekretärin des Dikasteriums für die Institute geweihten Lebens und für die Gesellschaften apostolischen Lebens.